# Catoptromancia

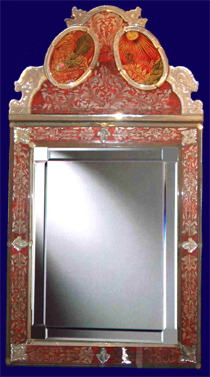
Espejo

La catoptromancia o catoptromancía o captromancia (del griego κάτοπτρον kátoptron, espejo, y μαντεία mantéia, adivinación) o enoptromancia es la adivinación por medio del espejo.
Pausanias describió la catoptromancia de la siguiente forma: 
Frente al templo de Ceres en Patras hay una fuente, separada del templo por una pared, y ahí hay un oráculo, que es muy veraz, no para todo suceso, sino solo para los enfermos. La persona enferma hace descender un espejo suspendido por un hilo hasta que su base toca la superficie del agua, habiendo antes rezado a la diosa y ofrecido incienso. Luego, mirando en el espejo, verá el presagio ya sea de muerte o recuperación, de acuerdo con si su rostro reflejado es el de sí mismo fresco y saludable o con un aspecto fantasmal.
Algunas fuentes definen la catoptromancia como la adivinación de eventos a través de la observación de cómo se quema una semilla de amapola sobre carbón caliente. 

### En español
- https://web.archive.org/web/20101211060701/http://mitologia.glosario.net/parapsicologia/hialoscopia-o-catoptromancia-9491.html
- https://web.archive.org/web/20071017021015/http://web.madritel.es/personales/beamarciel/html/espejo.htm

### En inglés
- http://www.themystica.com/mystica/articles/c/captromancy_or_enoptromancy.html
- https://web.archive.org/web/20060529005509/http://agnosticwitch.catcara.com/divindex-part1.htm